# Matt Gerald
Matt Gerald (n. el 2 de mayo de 1970 en Miami, Florida, Estados Unidos) es un actor estadounidense. Debutó en 1998 con la película Starstruck y su participación en otras producciones incluyen: Magnolia, Terminator 3: La rebelión de las máquinas y Avatar. En la televisión ha participado en series como CSI: Crime Scene Investigation, The Unit y Dexter

## Filmografía parcial
| Año  | Película                                  | Rol                  |
| ---- | ----------------------------------------- | -------------------- |
| 1998 | Starstruck                                | Patrullero           |
| 1999 | Magnolia                                  | Oficial de policía   |
| 2004 | Terminator 3: La rebelión de las máquinas | Líder de unidad SWAT |
| 2005 | In The Mix                                | Jackie               |
| 2008 | Choke                                     | Detective Ryan       |
| 2009 | Avatar                                    | Cabo Lyle Wainfleet  |
| 2012 | Red Dawn                                  | Sargento Hodges      |
| 2015 | Premonición (Solace)                      | Agente Sloman        |
| 2018 | Rampage                                   | Zammit               |

## Series TV
| Año  | Serie                     | Rol          |
| ---- | ------------------------- | ------------ |
| 2012 | Dexter (7.ª temporada)    | Ray Speltzer |
| 2016 | Daredevil (2.ª temporada) |              |